# Jianwen
Jianwen 建文 (* 5. Dezember 1377; † 13. Juli 1402), Geburtsname: Zhu Yunwen 朱允炆, Tempelname: Huidi 惠帝, war der zweite chinesische Kaiser der Ming-Dynastie.

## Leben
Kaiser Jianwen war der Sohn des Kronprinzen Zhu Biao und somit ein Enkel des Kaisers Hongwu. Sein Vater starb, noch bevor er den Thron hätte erben können. So entschied sich sein Großvater, ihn zu seinem Erben zu ernennen, wobei er seine noch lebenden Söhne einfach überging.
Bei Hongwus Tod war Jianwen noch sehr jung und unerfahren, so dass er schnell unter den Einfluss seiner Ratgeber geriet. Seine Regierungszeit (1398–1402) war sehr kurz, da er durch einen Bürgerkrieg gestürzt wurde:
Anlass zu dieser Revolte war der Versuch Jianwens und seiner Ratgeber, die Privilegien und Einkünfte der anderen Ming-Prinzen zu beschneiden. Einen gravierenden Fehler beging Jianwen, als er die Söhne Zhu Dis, des Prinzen von Yan, welche am Kaiserhof von Nanjing als Gefangene lebten, frei ließ und zu ihrem Vater nach Peking ziehen ließ. Zhu Di, der älteste damals noch lebende Sohn Hongwus, betrachtete dies als Schwäche des Kaisers, setzte sich an die Spitze einer Armee und zog gegen Nanjing. Mithilfe korrupter Höflinge, die ihm die Tore der Stadt öffneten, eroberte er mit seiner Armee Nanjing, setzte seinen Neffen ab und bestieg selbst den Thron als Kaiser Yongle.
Jianwen kam ums Leben, als der Kaiserpalast in einem Flammenmeer versank. Seinen Leichnam und den seiner Frau fand man bis zur Unkenntlichkeit verbrannt. Ihm wurde ein ehrenvolles, aber bescheidenes Begräbnis gewährt. Doch hielt sich in der Bevölkerung die Legende, dass Jianwen durch einen Geheimgang entkommen sei und als armer Bettelmönch verkleidet durch das Land zog oder sich in einem Kloster verbarg. Auch Kaiser Yongle soll sich während seiner gesamten Amtszeit mit dem Gedanken gequält haben, dass Jianwen immer noch am Leben sei und sich irgendwann an seinem Onkel rächen würde.
Nach einer anderen Version der Legende sei er 1441 gefangen genommen worden, unter der Bedingung im Verborgenen zu bleiben wieder freigelassen worden, denn Yongle war bereits verstorben. Er soll auch kurz mit Agenten der Suchtruppe, die Kaiser Yongle nach ihm aussandte, gesprochen haben. Yongle ließ die Ratgeber und hohen Beamten Kaiser Jianwens ausnahmslos exekutieren, verdammte das Andenken an seinen Vorgänger wegen Inkompetenz und verweigerte ihm einen Tempelnamen, den ihm erst spätere Generationen gewährten. 1595 wurde sein Herrschertitel durch Kaiser Wanli wiederhergestellt, was zur Legendenbildung als legitimer Herrscher gegenüber Yongle als Usurpator führte. Kaiser Hongguang (Prinz von Fu) der südlichen Mingdynastie rehabilitierte ihn im Jahre 1644 mit dem posthumen Titel: Kaiser Sitian Zhangdao Chengyi Juangong Guanwen Jangwu Keren Du-Xiao Rang (嗣天章道誠懿淵功觀文揚武克仁篤孝讓皇帝). 1736 entschied Kaiser Qianlong der Qing-Dynastie per kaiserlichem Dekret, Jianwen mit seinem legitimen Status als zweiter Mingkaiser in die Herrscherlisten aufzunehmen.